# Матраки
Матраки је мало грчко острво које припада групи Јонских острва, а са осталим мањим острвима чини малу острвску групу Отонска острва. Његова површина је релативно мала и износи свега 3 km². Од сјеверозападне обале великог острва Крф удаљено је око 10 km. На острву живи не више од 100 становника, а својом површином представља најмање насељено острво отонске групе острва.
Координате острва: 39° 46' Сгш; 19° 31' Игд
Дужина острва у смјеру сјевер-југ износи 4 km, а ширина острва сеже до 1,5 km.
Становништво углавном живи у два мала села. Мало село на сјеверном дијелу острва се назива Като матраки, а сеоце у јужном дијелу острва носи име Ано Матраки. Најзначајниј привредна дјелатност на острву која доноси приходе становништву је пољопривреда (производња маслине), али такође и туризам, који на овом острву није много развијен. Значајан број становника овог острва се налазе у иностранству, па није занемарив проценат становника острва који примају финансијску помоћ од родбине из иностранства.
Највиша тачка на острву је узвишење „Вуно“ или „Самотраки“, а висина му износи 150 метара.
Бродска веза постоји са главним градом Крфа, али је доста зависна од временских прилика, а у љетним мјесецима постоји и бродска веза са туристичким мјестима на сјеверној обали Крфа.
На овом острву постоји једна прелијепа плажа за купање, у близини мјеста гдје се везују бродови. Туристи најчешће остају на острву свега неколико сати, па се враћају на Крф. Такође, за освјежење на располагању стоји пар таверни.